# Anna Vlagyimirovna Csicserova
Anna Vlagyimirovna Csicserova (oroszul: Анна Владимировна Чичерова; Belaja Kalitva, Szovjetunió, 1982. július 22. –) olimpiai és világbajnok orosz atléta, magasugró. Szabadtéren 2,07 méterrel, fedett pályán pedig 2,06 méterrel tart nemzeti rekordot.

## Pályafutása
2004-ben indult első alkalommal az olimpiai játékokon. Athénban 1,96 méteres ugrásával a hatodik lett. 2005-ben győzött a fedett pályás Európa-bajnokságon, valamint aranyérmesként zárt az Universiadén is.
Első jelentős világversenyen elért sikerét a 2007-es oszakai világbajnokságon szerezte, ahol Blanka Vlašić mögött, Antonietta Di Martinóval azonos eredménnyel ezüstérmesként végzett.
A pekingi olimpián, a szám döntőjében elsőre túljutott a 203 centiméteres magasságon, a 205-ös szinten azonban mind a három próbálkozása alatt rontott. Ez utóbbit egyedül Tia Hellebaut és Vlašić teljesítette, így a bronzérmet Csicserova szerezte meg. Egy évvel később, a berlini világbajnokságon újfent ezüstérmes lett.
Eddigi pályafutása legkimagaslóbb sikerét a 2011-es tegui világbajnokságon érte el, ahol Vlašić-ot megelőzve győzött. Mindkettejük legnagyobb ugrása 203-as volt, azonban Csicserovának ez elsőre, míg horvát ellenfelének második próbálkozásra sikerült.

## Egyéni legjobbjai
| Versenyszám | Eredmény      | Helyszín    | Dátum            |
| Szabadtér   | Szabadtér     | Szabadtér   | Szabadtér        |
| ----------- | ------------- | ----------- | ---------------- |
| Magasugrás  | 2,07 méter NR | Csebokszári | 2011. július 22. |
| Fedett      |               |             |                  |
| Magasugrás  | 2,06 méter NR | Arnstadt    | 2012. február 4. |

magyarázat: NR = nemzeti rekord